# Cyanea dolichopoda
Cyanea dolichopoda là loài thực vật có hoa trong họ Hoa chuông. Loài này được Lammers & Lorence mô tả khoa học đầu tiên năm 1993.